# Bruno Duthoit
Bruno Duthoit (ur. 1953) – francuski inżynier i menedżer branży telekomunikacyjnej, były prezes zarządu Orange Polska, zastępca dyrektora wykonawczego Gervais Pellissier France Telecom na Europę Środkową.

## Życiorys
Jest absolwentem École Polytechnique oraz francuskiej Krajowej Wyższej Szkoły Telekomunikacji (École Nationale Supérieure des Télécommunications de Paris). Karierę zawodową rozpoczął jako inżynier w spółce France Télécom S.A. (która później zmieniła nazwę na Orange S.A.). Wkrótce awansował na stanowisko zastępcy dyrektora regionalnego ds. inwestycji sieciowych w Regionie Dolnej Normandii, które zajmował do 1983 roku. Przez następne sześć lat piastował kierownicze stanowiska w administracji publicznej, w Międzyresortowej Delegaturze ds. Planowania Przestrzennego i Rozwoju Regionalnego (DATAR), na szczeblu regionalnym i krajowym.
W 1991 roku powrócił do Orange S.A., stając na czele przedstawicielstwa Grupy w Czechach i na Słowacji. W latach 1996–2016 był prezesem lub członkiem zarządu szeregu zagranicznych spółek zależnych Grupy, w tym między innymi prezesem Orange Slovensko (1996–1999), Orange Moldova (2006–2008), Orange Armenia (2008–2012) oraz Ethiotelecom w Etiopii (2012–2013). Od 2001 do 2006 roku był członkiem zarządu Telekomunikacji Polskiej S.A. Odpowiadał za szeroki wachlarz zagadnień: od transformacji poprzez sprzedaż, marketing i obsługę klientów po strategię i inwestycje. Od 19 września 2013 do 1 maja 2016 był prezesem zarządu Orange Polska.